# 조반니 아녤리

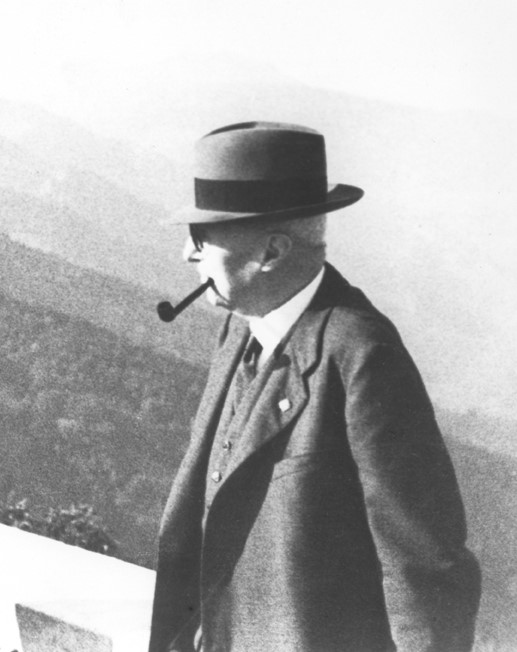

조반니 아녤리(Giovanni Agnelli, 1866년 8월 13일 ~ 1945년 12월 16일)는 이탈리아의 자동차 회사 피아트의 창업자이다.